# Tosh McKinlay
Pour les articles homonymes, voir McKinlay.
Tosh McKinlay, né le 3 décembre 1964 à Glasgow, est un footballeur international écossais. International à 22 reprises, il prend part à l'Euro 1996 et la Coupe du monde 1998 avec l'équipe d'Écosse.

## Carrière

### En club
Tosh McKinlay commence sa carrière au Dundee Football Club durant les années 1980. Il est transféré à Heart of Midlothian FC en 1988. Le club dispute la Coupe UEFA 1988-1989 et est éliminé en quarts de finale par le Bayern Munich, après l'avoir emporté 1-0 à domicile lors du match aller.
En 1994, Tosh McKinlay est recruté par le Celtic. Entraînés par Tommy Burns, les Bhoys remportent la Coupe d'Écosse en 1995. Il s'adjugent le championnat d'Écosse en 1997-1998, sous la direction de Wim Jansen. McKinlay perd sa place de titulaire lors de l'arrivée du français Stéphane Mahé et est prêté à Stoke City jusqu'à la fin de la saison.
En 1999, McKinlay est recruté par le club suisse du Grasshoppers, alors entraîné par Roy Hodgson. En désaccord sur les termes de son contrat, il choisit de retourner en Grande-Bretagne. Malgré des offres de Hibernian Football Club et Sheffield United, il signe au Kilmarnock Football Club en 2000. Rarement titularisé, il demande à être libéré de son contrat six mois avant la fin de celui-ci.

### En équipe d'Écosse
En 1995, alors qu'il est âgé de 30 ans, Tosh McKinlay est appelé pour la première fois en équipe d'Écosse par le sélectionneur Craig Brown. Il dispute deux matches lors des éliminatoires de l'Euro 1996. Durant le tournoi, il est titularisé face à l'Angleterre et à la Suisse. Le sélectionneur fait de nouveau appel à lui pour les éliminatoires de la Coupe du monde 1998. Lors du premier tour de la Coupe du monde, Tosh McKinlay entre en jeu en cours de match face au Brésil et au Maroc.

## Palmarès
- avec le Celtic FC :
  - Vainqueur de la Coupe d'Écosse en 1995 ;
  - Champion d'Écosse en 1997-1998.